# CS-120
La CS-120 (Carretera Secundària 120) és una carretera de la Xarxa de Carreteres d'Andorra, que comunica Sant Julià de Lòria, a la CG-1, amb Certers. També és anomenada Carretera de Nagol.
Segons la codificació de carreteres d'Andorra aquesta carretera correspon a una Carretera Secundària, és a dir, aquelles carreteres què comuniquen una Carretera General amb un poble o zona. Concretament, en aquest cas, enllaça la CG-1 a l'altura de Sant Julià de Lòria amb Certers.
La carretera té en total 5 quilòmetres de recorregut.

## Projectes

### Habitatges prop de la CS-120
El present treball té com a finalitat la construcció d'un habitatge unifamiliar en un terreny situat a la carretera de la Rabassa (CS-120), parròquia de Sant Julià de Lòria. En la parcel·la de 535,01 m2 de superfície i de propietat privada, la parcel·la confronta amb carretera de la Rabassa i la resta de la parcel·la confronta amb propietats veïnes.

## Recorregut[4]
- Sant Julià de Lòria (CG-1)
- Nagol
- Llumeneres
- Certers

| Tipus de Sortida | Direcció de la sortida | Carretera que hi enllaça | Qm |
| ---------------- | ---------------------- | ------------------------ | -- |
| CS-120           | Sant Julià de Lòria    | CG-1                     | 0  |
|                  | Nagol                  |                          | 2  |
|                  | Llumeneres             |                          | 4  |
|                  | Certers                |                          | 5  |